# 千歳町停留場 (長崎県)
千歳町停留場（ちとせまちていりゅうじょう、千歳町電停）は、長崎県長崎市若葉町にある長崎電気軌道本線の停留場。駅番号は13。
1号・2号・3号各系統が停車する。

## 歴史
千歳町停留場は1998年（平成10年）に長崎電気軌道の停留場の統廃合に伴い新設された、同社で一番新しい停留場である。付近にある国道206号住吉交差点の拡幅工事により、北隣にある昭和町通停留場の長崎駅前方面乗り場が廃止されたのに代わって設けられた。また当停留場の開業に合わせて、南隣にある若葉町停留場は南へ移設されている。

### 年表
- 1998年（平成10年）5月7日：開業[5][6]。同時に昭和町通停留場の長崎駅前方面乗り場は廃止され、若葉町停留場は南へ移設される[1][6]。

## 構造
千歳町停留場は併用軌道区間にあり、道路上にホームがある。ホームは2面あり、南北方向に伸びる2本の線路を挟んで向かい合わせに配される相対式ホーム。東側にあるのが長崎駅前方面行き、西側にあるのが赤迫方面行きのホームである。両ホーム間は北側にある横断歩道で行き来できる。

## 利用状況
長崎電軌の調査によると1日の乗降客数は以下の通り。複合再開発ビル「チトセピア」の利用客も多い。
- 1998年 - 4,709人[5]
- 2015年 - 3,500人[10]

## 周辺
アパートやマンションなどビルが多く建ち並ぶ。スーパー・公共施設・市営アパートが一体となった複合施設「チトセピア」の最寄停留場である。
- チトセピア
  - 長崎市役所西浦上支所
  - 長崎市北公民館
  - 長崎市チトセピアホール
  - 長崎住吉郵便局
  - 十八親和銀行チトセピア支店
  - イオンチトセピア店

## 隣の停留場
長崎電気軌道
本線
住吉停留場 (12) - 昭和町通停留場 (13A) - 千歳町停留場 (13) - 若葉町停留場 (14)
昭和町通停留場は赤迫方面行きのみ停車。